# How to Get the Man's Foot Outta Your Ass
How to Get the Man's Foot Outta Your Ass, também conhecido como Baadasssss!, é um filme estadunidense de 2003, do gênero drama biográfico, dirigido por Mario Van Peebles. O roteiro é baseado no livro Sweet Sweetback's Baadasssss Song: A Guerilla Filmmaking Manifesto de Melvin Van Peebles, pai do ator e diretor Mario Van Peebles.
A estréia do filme foi no Festival de Cinema de Toronto, em 2003. A trilha sonora foi composta de vários artistas, sendo o mais notável o Immortal Technique.

## Sinopse
O filme é baseado na vida de Melvin Van Peebles, e foca as barreiras sociais e problemas de produção que ele teve que enfrentar, assim como os sacrifícios pessoais que teve que fazer, como ter o seu filme rejeitado pelos estúdios de Hollywood e ter que fingir estar produzindo filmes eróticos. No final, Melvin torna-se bem sucedido, lançando seu tão almejado filme.

## Elenco
- Mario Van Peebles.... Melvin Van Peebles
- Nia Long.... Sandra
- Ossie Davis.... Granddad
- Khleo Thomas.... Mario
- Rainn Wilson.... Bill Harris
- David Alan Grier.... Clyde Houston
- Joy Bryant.... Priscilla
- Paul Rodriguez.... Jose Garcia
- Sally Struthers.... Roz
- T.K. Carter.... Bill Cosby
- Vincent Schiavelli.... Jerry
- Saul Rubinek.... Howard 'Howie' Kaufman
- Adam West.... Bert

## Principais prêmios e indicações
Black Reel Awards 2005
- Melhor diretor: Mario Van Peebles (vencedor)
- Melhor ator de drama: Mario Van Peebles (indicado)
- Melhor filme de Drama: (indicado)
- Melhor roteiro, riginal ou adaptado: Mario Van Peebles (indicado)
- Melhor atriz coadjuvante: Joy Bryant (indicado)

Image Awards 2005
- Filme independente ou estrangeiro: indicado
- Ator: Mario Van Peebles (indicado)

Independent Spirit Awards 2005
- Melhor ator: Mario Van Peebles (indicado)
- Melhor participação: Mario Van Peebles (indicado)
- Melhor roteirista: Mario Van Peebles e Dennis Haggerty (indicados)